# 伊利近街 (渥太華)
伊利近街（英語：Elgin Street；渥太華91號市道）是加拿大安大略省渥太華市中心的一條街道。初名為Biddy's Lane，後改以伊利近勳爵命名。
南北走向的街道始於聯邦廣場的威靈頓街，位於國會大廈以東、麗都運河上的橋以西。伊利近街前兩個街區的中心是聯邦廣場，是加拿大國家戰爭紀念碑的所在地。紀念碑以南、伊利近街以東是國家藝術中心；西邊是英國駐加拿大高級專員公署。繼續向南，伊利近街的東邊是聯邦公園，西邊是伊利近勳爵酒店。公園南面，剛過洛里埃路，就是渥太華法院，對面是第一浸信會教堂及Grant house（1875年的宅邸），後面是渥太華大會堂（前渥太華-卡爾頓區的市政總部）和諾士長老會教堂。
其南側街區主要為商業區，擁有許多商舖、食肆及酒吧。向南延伸，街道逐漸變得住宅化，成為低層公寓樓的區域。伊利近街終點位於女皇道（Queensway），在該處轉入荷塘路（Hawthorne Avenue），然後向東轉向，在佩多利橋（Pretoria Bridge）處穿過麗都運河。伊利近街的南端是渥太華警隊的總部。

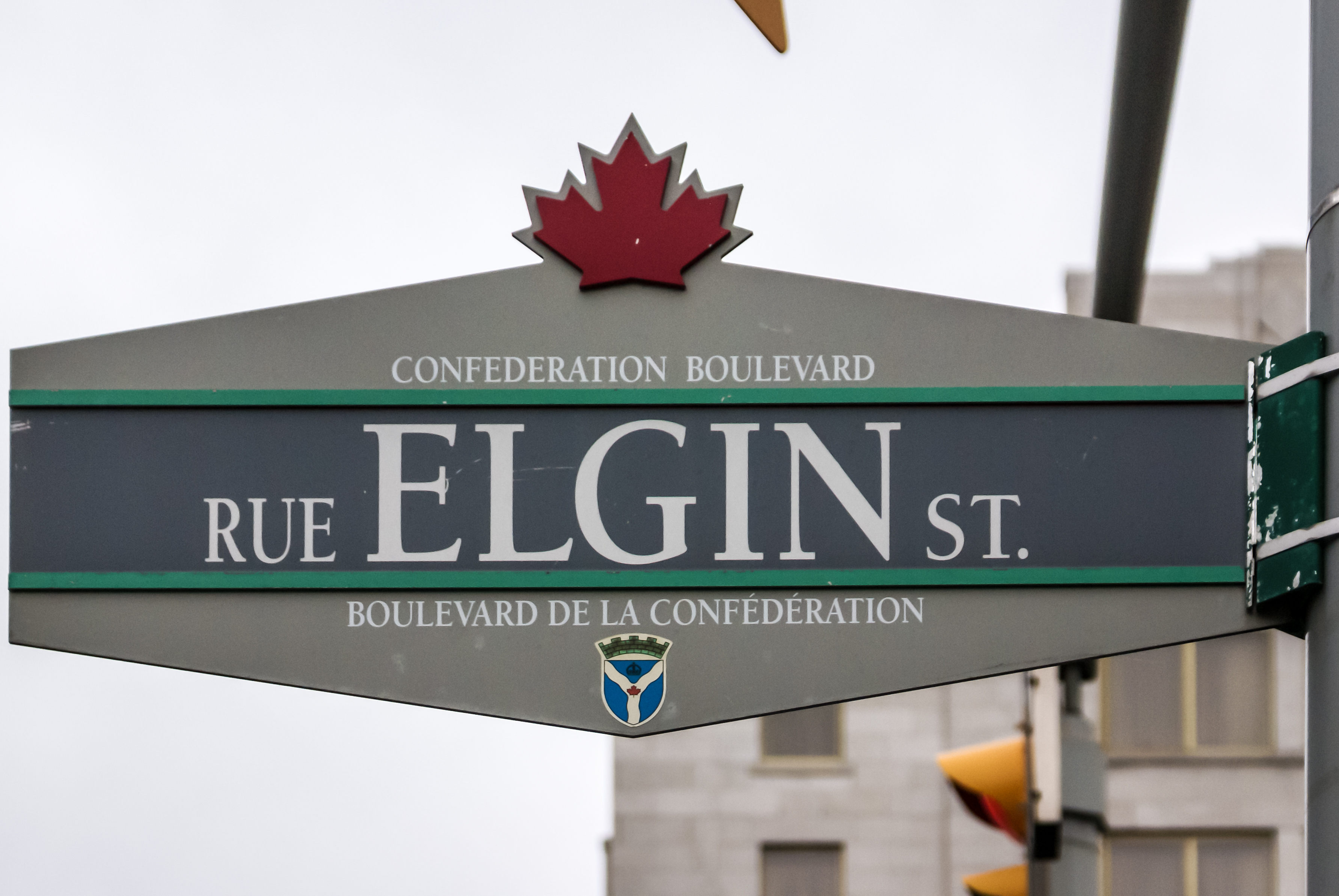
伊利近街路牌

2010年6月，女皇伊利沙伯二世在巡訪加拿大期間，於伊利近街夾亞厘畢街處的拐角處為加拿大爵士鋼琴家奧斯卡·彼得森（Oscar Peterson）的真人大小青銅雕像揭幕。

## 外部連結

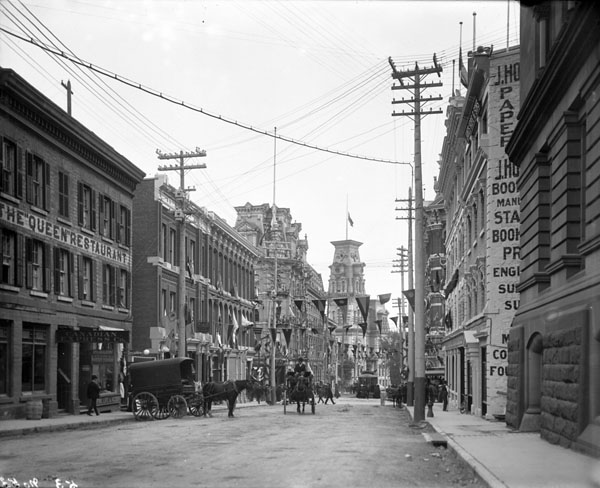
沿伊利近街向南望向渥太華大會堂，攝於1901年9月

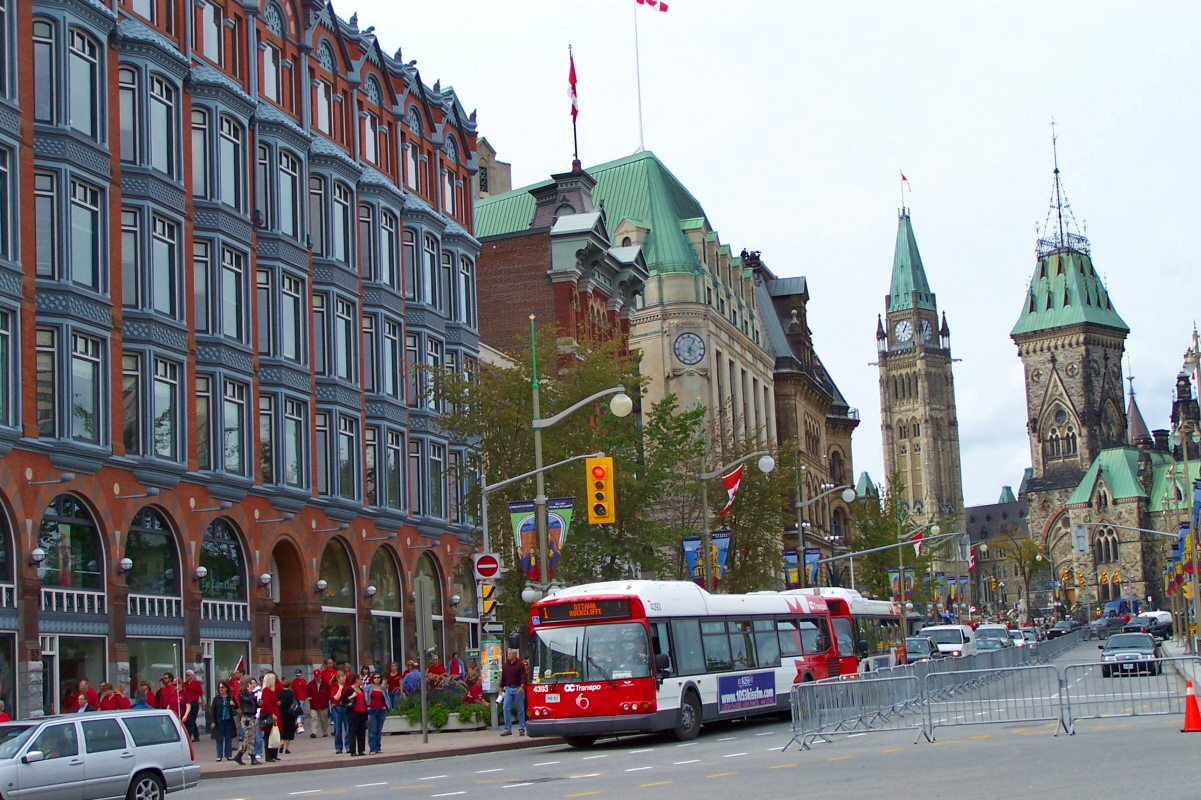
伊利近街歷史上的北端，向北望向國會山莊，攝於2006年

- Google Maps: Elgin Street （页面存档备份，存于）
- Elgin Street Community Portal[永久]